# Мельникайте, Мария Иозовна
Мария Иозовна (Марите) Мельникайте (лит. Marytė Melnikaitė; 18 марта 1923, Зарасай, Литва — 13 июля 1943, д. Канюкай, Литовская ССР) — участница партизанского движения в Литве и Белоруссии в Великую Отечественную войну, Герой Советского Союза (1944, посмертно).

## Биография
Родилась в городе Зарасай в небогатой семье литовца и русской, вторым ребёнком из пяти детей. Была крещена в католической церкви. В четырнадцать лет начала работать на конфетной фабрике «Avanti».
Летом 1941 года, после начала Великой Отечественной войны, вместе с другими литовскими комсомольцами, Марите была эвакуирована. В 1941—1942 гг. работала на заводе «Механик» в Тюмени.
В июне 1942 года добровольцем ушла на фронт, была направлена в 16-ю Литовскую стрелковую дивизию.
Прошла подготовку в школе диверсантов в Балахне, с мая 1943 года (под именем «Она Куосайте») воевала в партизанском отряде им. Кестутиса в Белоруссии и Литве. Являлась руководителем Зарасайского подпольного уездного комитета ЛКСМ Литвы. Также была известна под именем «Марите Маргите» (лит. «Marytė Margytė»).
Партизаны пускали под откос вражеские поезда с военной техникой, взрывали склады, совершали налёты на гарнизоны противника, жгли поместья и хозяйства, захваченные гитлеровскими колонистами. Марите была в отряде самым активным бойцом. Участвовала в диверсиях, ходила в разведку, вела большую работу среди жителей.
Летом 1943 года Марите направили во главе группы партизан в вооружённый штаб, действовавший в лесах Браславского района БССР. При отходе после подрыва эшелона в районе села Дукштас партизаны наткнулись на карательный отряд.
8 июля 1943 года, во время неравного боя с немцами на берегу озера Апварду три партизана погибли, одному удалось спрятаться в камышах возле озера, а Марите была ранена и захвачена в плен. На допросе она так и не выдала месторасположение партизан, невзирая на мучительные пытки, длившиеся 5 дней: вырывание ногтей, прижигание огнём подошв и т. п. Казнена 13 июля 1943 года в селе Канюкай.
Могила находится на берегу озера Зарасай недалеко от города Зарасай.
За образцовое выполнение боевых заданий командования в тылу врага М. И. Мельникайте указом Президиума Верховного Совета СССР от 22 марта 1944 года посмертно присвоено звание Героя Советского Союза.

## Награды
- Медаль «Золотая Звезда»[2];
- орден Ленина[2].

## Память

Горельеф на улице Мельникайте в Тюмени

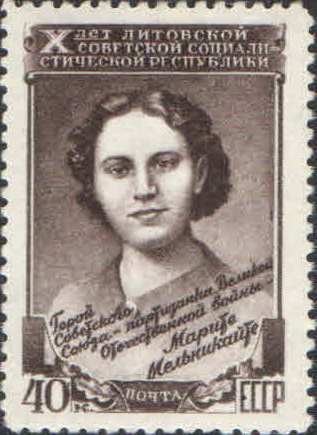
Марка СССР 1950 г.

- Дом-музей М. Мельникайте был открыт в городе Зарасай[3].
- На территории Литвы были установлены памятники М. Мельникайте:
  - памятник в городе Друскининкай — установлен в 1952 году[2];
  - памятник в городе Зарасай[2] — был установлен в 1955 году (скульптор Юозас Микенас)[6] и находился там до 1992 года; в настоящее время находится в парке Грутас.
- Скважина с минеральной водой на курорте Друскининкай, названная источником «Марите Мельникайте»[7].
- Горельеф в память о М. И. Мельникайте установлен в Тюмени на углу улиц Республики и Мельникайте (скульптор Геннадий Вострецов, архитектор Валерий Гинкул). Её имя увековечено на мемориальной стеле, установленной по адресу: улица Станкостроителей, 1[8].
- Именем М. Мельникайте были названы улицы в Минске, Тюмени[3], Алма-Ате[9] и Шымкенте[10].
- В 1944 году Саломея Нерис написала поэму «Мария Мельникайте»[11].
- На киностудии «Мосфильм» в 1947 году при участии литовских актёров режиссёром В. П. Строевой был снят художественный кинофильм «Марите» по сценарию Ф. Ф. Кнорре, в котором в небольшой роли дебютировал Донатас Банионис[12].
- В 1953 году в Литовском театре оперы и балета была поставлена опера Антанаса Рачюнаса «Марите».
- В 1980-е годы пионерская организация средней школы № 12 города Гродно носила имя Марите Мельникайте.
- До 1991 года в Узбекской ССР в г. Ташкенте средняя школа № 220 носила имя М. Мельникайте. Там же находился действующий музей боевой славы, посвящённый боевому пути партизанки.